# Darwin-Blattohrmaus
Die Darwin-Blattohrmaus (Phyllotis darwini) ist ein Nagetier in der Familie der Wühler, das in Chile vorkommt. Sie ist die Typart der Gattung Blattohrmäuse.
Die Art ist nach dem Naturforscher Charles Darwin benannt.

## Merkmale
Die Art erreicht eine Kopf-Rumpf-Länge von 107 bis 140 mm sowie eine Schwanzlänge von 105 bis 145 mm. Sie hat 21 bis 31 mm lange Hinterfüße und 21 bis 32 mm lange Ohren. Männchen sind mit einem durchschnittlichen Gewicht von 53 g schwerer als Weibchen, die etwa 42 g wiegen. Das Gewicht variiert im Lauf des Jahres und die größten Werte werden im Winter erreicht. Das Fell ist oberseits braun, an den Körperseiten etwas heller sowie cremefarben bis weiß auf der Unterseite. Über der Brust kann ein gelbbrauner Streifen liegen. Die Darwin-Blattohrmaus hat schwarzbraune Ohren, weiße Füße und einen Schwanz, der deutlich in eine dunkle Oberseite und eine helle Unterseite aufgeteilt ist. Im gleichen Verbreitungsgebiet ist auch die Gelbsteiß-Blattohrmaus (Phyllotis xanthopygus) zu finden. Diese ist in der Region heller als die Darwin-Blattohrmaus, mit weniger braun im Fell der Oberseite und die Ohren sind stärker behaart.

## Verbreitung

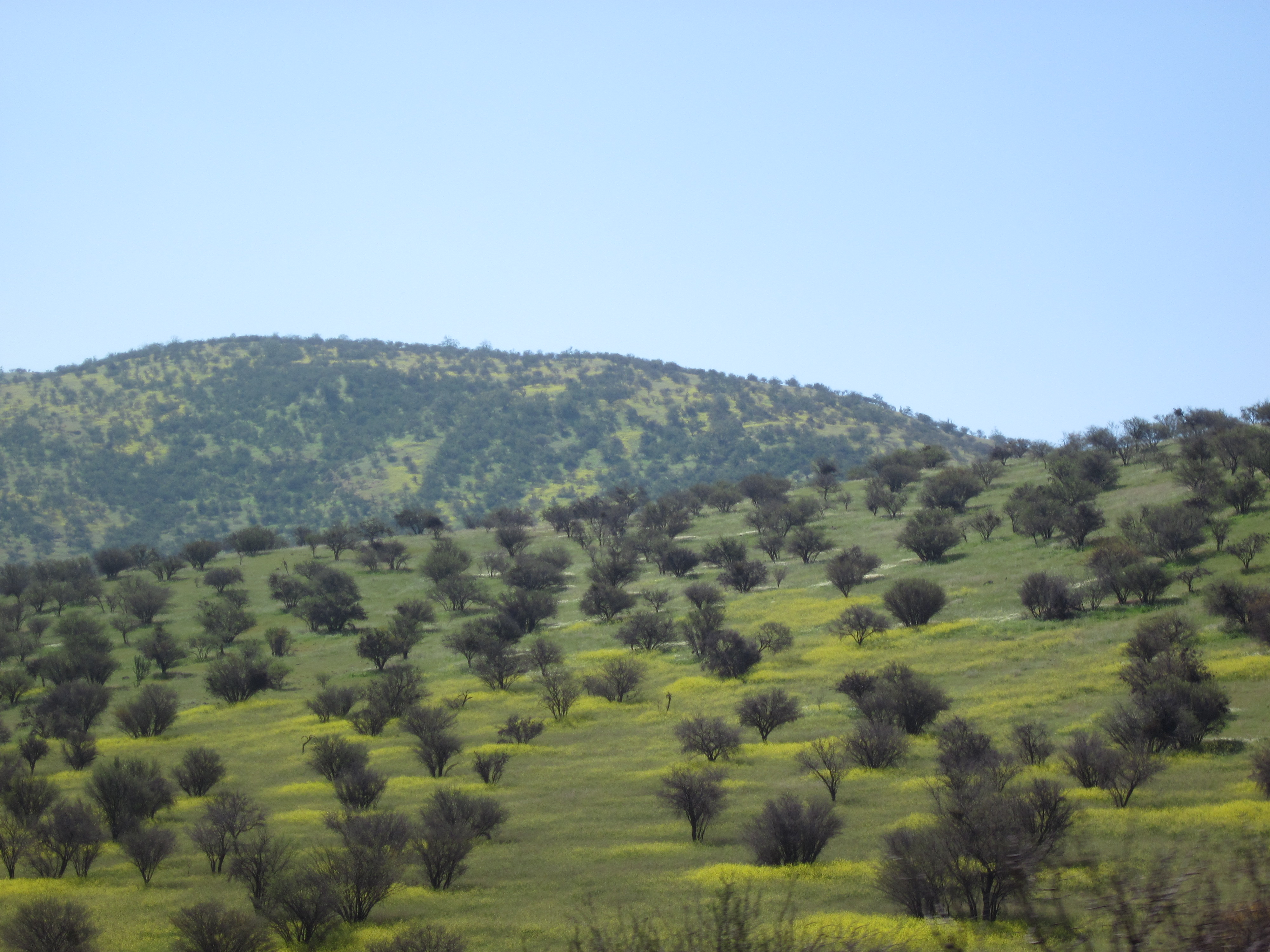
Typisches Habitat der Darwin-Blattohrmaus.

Das Verbreitungsgebiet liegt in Chile im Küstenstreifen und in den westlichen Bereichen der Anden, etwa von Antofagasta bis Los Ángeles. Im Gebirge kommt die Darwin-Blattohrmaus bis 2000 Meter Höhe vor. Sie hält sich hauptsächlich in der Vegetationsform Matorral auf, die durch immergrüne Gebüschformationen gekennzeichnet ist. Weiterhin werden halbtrockene Gebiete mit dornigen Sträuchern, an Bewuchs arme Stellen im Umfeld von Wüsten sowie i Hochland und offene Wälder mit Araukarien besucht.
Verschiedene Abhandlungen teilen die Population in drei Unterarten ein.
- Phyllotis darwini darwini, die Nominatform im Norden
- Phyllotis darwini boedeckeri, in der Región del Maule
- Phyllotis darwini fulvescens, in der Región del Bío-Bío

Andere Werke führen alle beschriebenen Formen als Synonyme.

## Lebensweise
Die Art ist nachtaktiv und hält sich auf dem Boden auf. Sie frisst vorwiegend Pflanzensamen und Blätter sowie andere grüne Pflanzenteile. In verschiedenen Gebieten werden diese mit Pilzen und Insekten komplettiert.
Die Fortpflanzung ist auf den Frühling (ab September) und den Sommer (bis Januar/Februar) beschränkt. Weibchen wählen allgemein die größten Männchen zur Paarung, doch es kommt auch zu aggressiven Kämpfen zwischen den Männchen, die tiefe Wunden oder den Tod eines Exemplars zur Folge haben. Durchschnittlich werden pro Wurf 4,2 bis 5,2 Nachkommen geboren. In jeder Fortpflanzungszeit hat ein Weibchen 2 oder 3 Würfe. Da Weibchen ihr maximales Gewicht schon nach 100 Tagen erreichen, wird vermutet, dass sie schneller als Männchen geschlechtsreif sind. Männliche Exemplare sind nach etwa 200 Tagen ausgewachsen.
Die Population kann nach Regenfällen sprunghaft ansteigen. Bei einer Studie stieg die Anzahl der Individuen pro Hektar von 10 auf 230 im Zusammenhang mit einem El-Niño-Ereignis.

## Gefährdung
Für die Darwin-Blattohrmaus sind keine Bedrohungen bekannt und in der Region gibt es mehrere Naturschutzgebiete. Die IUCN listet die Art als nicht gefährdet (Least Concern).